# Bồi tụ (thiên văn học)

Ảnh vẽ, minh họa quá trình vật chất của một ngôi sao rơi vào một lỗ đen, tạo thành đĩa bồi tụ chuyển động quanh ngôi sao đồng hành đặc này.

Bồi tụ trong thiên văn học là quá trình hấp dẫn, qua đó một số thiên thể như các hành tinh, các ngôi sao được hình thành từ bụi và chất khí. Đây là quá trình khi vật chất rơi lên các ngôi sao, thiên hà hay rơi lên các vật thể từ không gian gần chúng, do tác dụng của các lực hấp dẫn. Ví dụ, hiện tượng bồi tụ có mặt trong các giai đoạn đầu của tiến hóa sao. Ở phần lớn các sao theo ông diễn ra quá trình thất thoát vật chất sao, là quá trình đối ngược với sự bồi tụ.

## Đĩa bồi tụ
Đĩa bồi tụ là một cấu trúc có từ vật chất đang rơi vào và chuyển động quanh nguồn hấp dẫn, mang hình đĩa do tác động của lực li tâm.

## Sao đôi kế cận
Bồi tụ có ý nghĩa quan trọng trong các hệ sao đôi kế cận, khi vật chất từ một sao bị hút sang sao thứ hai. 
- Khi một trong hai sao thành phần là một sao lùn trắng, hiện tượng bồi tụ chất khí sẽ xảy ra lên bề mặt sao lùn này. Hydrô, thành phần chính của chất khí, trong quá trình bồi tụ được làm nóng lên dần. Khi đạt đến nhiệt độ cần thiết cho việc khởi đầu phản ứng nhiệt hạch, ngôi sao bùng nổ như một tân tinh.
- Quá trình bồi tụ chất khí lên sao neutron hay lỗ đen góp phần giải thích bản chất bức xạ tia X của chúng. Bồi đắp không thể xảy ra tại các pulsar trẻ do chúng là nguồn phát ra các hạt năng lượng cao. Mức độ giải phóng hạt từ pulsar giảm dần, sau 106-107 năm, quá trình bồi đắp lên pulsar mới có thể xảy ra. Vật chất rơi vào ngôi sao đặc, tạo nên đĩa bồi đắp quanh sao.

## Bồi tụ trong vũ trụ
Các nguồn X-quang Her X-1 và Cen X-3 là ví dụ của sự bồi đắp lên sao neutron. Trong trường hợp của Cyg X-1, vật chất bồi tụ lên bề mặt lỗ đen, trong đó nguồn bức xạ X-quang là đĩa bồi tụ.